# رباعي فلوروبورات الليثيوم
 رباعي فلوروبورات الليثيوم  مركب كيميائي له الصيغة LiBF4، ويكون على شكل بلورات بيضاء إلى رمادية.

## التحضير
يحضر رباعي فلوروبورات الليثيوم من تفاعل فلوريد الليثيوم مع ثلاثي فلوريد البورون  حسب المعادلة:
{\displaystyle \mathrm {LiF\ +\ BF_{3}\longrightarrow \ LiBF_{4}} }

## الخواص
- ينحل رباعي فلوروبورات الليثيوم في الماء، كما ينحل في بعض المركبات الأخرى مثل كربونات البروبيلين، وثنائي ميثوكسي الميثان.
- يعد رباعي فلوروبورات الليثيوم من أحماض لويس متوسطة القوة.

## الاستخدامات
له تطبيقات مخبرية عديدة في الاصطناع العضوي:
- يستخدم رباعي فلوروبورات الليثيوم كحفاز في اصطناع وتحضير مركبات α-أمينو نتريل.[4]
- يستخدم فلوروبورات الليثيوم ككاشف فعال من أجل فصم إيثرات ثنائي ميثوكسي تريتيل المستخدمة كمجموعة حماية.[5]